# Frédéric Diefenthal
Frédéric Diefenthal (Saint-Mandé, 26 juli 1968) is een Frans acteur en vooral bekend van zijn rol als stuntelige politieman Émilien Coutant-Kerbalec in de Taxi-films.
Frédéric Diefenthal verliet al op zijn vijftiende de school en werkte eerst als ober en kappersleerling, voordat hij interesse in acteren kreeg. Zijn eerste (kleine) filmrol was in La Totale! uit 1991 maar door zijn hoofdrol in de televisieserie Le juge est une femme uit 1993 werd hij landelijk bekend in Frankrijk. Internationale bekendheid kreeg hij met de succesvolle filmserie Taxi.

## Beknopte filmografie
- Bibsys: 7059577
- Biblioteca Nacional de España: XX1491132
- Bibliothèque nationale de France: cb14038968c (data)
- Gemeinsame Normdatei: 138259577
- International Standard Name Identifier: 0000 0001 1933 0737
- Library of Congress Control Number: no2001058231
- MusicBrainz: b39a6ea2-16bc-4e70-8547-5aeda2b1dc3c
- Nationale Bibliotheek van Tsjechië: xx0152475
- Nederlandse Thesaurus van Auteursnamen: 306293617
- Réseau des bibliothèques de Suisse occidentale: 02-A009453570
- SNAC: w6ws9js5
- Système universitaire de documentation: 060806176
- Virtual International Authority File: 27267171
- WorldCat: E39PBJgXdHMJ8t94X6M6MgYwYP